# Gran Premio motociclistico d'Australia 2023
Il Gran Premio motociclistico dell'Australia 2023 è stata la sedicesima prova del motomondiale del 2023. Le vittorie nelle tre classi sono andate a: Johann Zarco nella gara della MotoGP, Tony Arbolino in Moto2 e Deniz Öncü in Moto3.
Per Zarco si tratta della prima vittoria in MotoGP. 
Eccezionalmente per questo Gran Premio, la gara della MotoGP viene anticipata dalla domenica al sabato a causa delle previsioni meteo. 
Alla domenica la gara Sprint viene cancellata a causa della pioggia e alle forti raffiche di vento. La gara della Moto2 viene interrotta dopo 9 giri, e visto che non si sono completati i 2/3 di gara, sono assegnati punti dimezzati.

## MotoGP

### Gara

#### Arrivati al traguardo
| Pos. | Nº | Pilota                | Squadra                     | Motocicletta       | Giri | Tempo     | Griglia | Punti |
| ---- | -- | --------------------- | --------------------------- | ------------------ | ---- | --------- | ------- | ----- |
| 1º   | 5  | Johann Zarco          | Prima Pramac Racing         | Ducati Desmosedici | 27   | 40'39.446 | 5º      | 25    |
| 2º   | 1  | Francesco Bagnaia     | Ducati Lenovo               | Ducati Desmosedici | 27   | +0.201    | 3º      | 20    |
| 3º   | 49 | Fabio Di Giannantonio | Gresini Racing              | Ducati Desmosedici | 27   | +0.477    | 6º      | 16    |
| 4º   | 33 | Brad Binder           | Red Bull KTM Factory Racing | KTM RC16           | 27   | +0.816    | 2º      | 13    |
| 5º   | 89 | Jorge Martín          | Prima Pramac Racing         | Ducati Desmosedici | 27   | +1.008    | 1º      | 11    |
| 6º   | 72 | Marco Bezzecchi       | Mooney VR46 Racing          | Ducati Desmosedici | 27   | +8.827    | 10º     | 10    |
| 7º   | 43 | Jack Miller           | Red Bull KTM Factory Racing | KTM RC16           | 27   | +9.283    | 8º      | 9     |
| 8º   | 41 | Aleix Espargaró       | Aprilia Racing              | Aprilia RS-GP      | 27   | +9.387    | 4º      | 8     |
| 9º   | 73 | Álex Márquez          | Gresini Racing              | Ducati Desmosedici | 27   | +9.696    | 13º     | 7     |
| 10º  | 23 | Enea Bastianini       | Ducati Lenovo               | Ducati Desmosedici | 27   | +12.523   | 8º      | 6     |
| 11º  | 12 | Maverick Viñales      | Aprilia Racing              | Aprilia RS-GP      | 27   | +13.992   | 9º      | 5     |
| 12º  | 10 | Luca Marini           | Mooney VR46 Racing          | Ducati Desmosedici | 27   | +17.078   | 18º     | 4     |
| 13º  | 88 | Miguel Oliveira       | CryptoData RNF              | Aprilia RS-GP      | 27   | +19.443   | 19º     | 3     |
| 14º  | 20 | Fabio Quartararo      | Monster Energy Yamaha       | Yamaha YZR-M1      | 23   | +20.949   | 17º     | 2     |
| 15º  | 93 | Marc Márquez          | Repsol Honda                | Honda RC213V       | 27   | +21.118   | 7º      | 1     |
| 16º  | 25 | Raúl Fernández        | CryptoData RNF              | Aprilia RS-GP      | 27   | +32.538   | 15º     |       |
| 17º  | 21 | Franco Morbidelli     | Monster Energy Yamaha       | Yamaha YZR-M1      | 27   | +37.663   | 20º     |       |
| 18º  | 44 | Pol Espargaró         | GasGas Factory Racing Tech3 | KTM RC16           | 27   | +37.668   | 11º     |       |
| 19º  | 30 | Takaaki Nakagami      | LCR Honda Idemitsu          | Honda RC213V       | 27   | +37.758   | 21º     |       |

#### Ritirati
| Nº | Pilota            | Squadra                     | Motocicletta | Giri | Griglia |
| -- | ----------------- | --------------------------- | ------------ | ---- | ------- |
| 37 | Augusto Fernández | GasGas Factory Racing Tech3 | KTM RC16     | 12   | 14º     |
| 36 | Joan Mir          | Repsol Honda                | Honda RC213V | 10   | 15º     |

## Moto2

### Arrivati al traguardo
| Pos. | Nº | Pilota           | Squadra                        | Motocicletta | Giri | Tempo     | Griglia | Punti |
| ---- | -- | ---------------- | ------------------------------ | ------------ | ---- | --------- | ------- | ----- |
| 1º   | 14 | Tony Arbolino    | Elf Marc VDS Racing            | Kalex        | 9    | 16'22.977 | 8°      | 12,5  |
| 2º   | 40 | Arón Canet       | Pons Wegow Los40               | Kalex        | 9    | +15.088   | 2º      | 10    |
| 3º   | 14 | Fermín Alderguer | CAG SpeedUp                    | Boscoscuro   | 9    | +15.614   | 1°      | 8     |
| 4º   | 52 | Jeremy Alcoba    | QJMotor Gresini                | Kalex        | 8    | +1 giro   | 19°     | 6,5   |
| 5º   | 16 | Joe Roberts      | Italtrans Racing               | Kalex        | 8    | +1 giro   | 4°      | 5,5   |
| 6º   | 28 | Izan Guevara     | Tensite GasGas Apsat           | Kalex        | 8    | +1 giro   | 23°     | 5     |
| 7º   | 35 | Somkiat Chantra  | Idemitsu Honda Team Asia       | Kalex        | 8    | +1 giro   | 16°     | 4,5   |
| 8°   | 64 | Bo Bendsneyder   | Pertamina Mandalika SAG        | Kalex        | 8    | +1 giro   | 22°     | 4     |
| 9º   | 37 | Pedro Acosta     | Red Bull KTM Ajo               | Kalex        | 8    | +1 giro   | 5°      | 3,5   |
| 10º  | 24 | Marcos Ramírez   | OnlyFans American Racing       | Kalex        | 8    | +1 giro   | 11°     | 3     |
| 11º  | 23 | Taiga Hada       | Pertamina Mandalika SAG        | Kalex        | 8    | +1 giro   | 26°     | 2,5   |
| 12º  | 33 | Rory Skinner     | OnlyFans American Racing       | Kalex        | 8    | +1 giro   | 30°     | 2     |
| 13º  | 18 | Manuel González  | Correos Prepago Yamaha VR46    | Kalex        | 8    | +1 giro   | 10°     | 1,5   |
| 14º  | 75 | Albert Arenas    | Red Bull KTM Ajo               | Kalex        | 8    | +1 giro   | 14°     | 1     |
| 15º  | 79 | Ai Ogura         | Idemitsu Honda Team Asia       | Kalex        | 8    | +1 giro   | 20°     | 0,5   |
| 16º  | 5  | Kōta Nozane      | Correos Prepago Yamaha VR46    | Kalex        | 8    | +1 giro   | 25°     |       |
| 17º  | 71 | Dennis Foggia    | Italtrans Racing               | Kalex        | 8    | +1 giro   | 19°     |       |
| 18º  | 67 | Alberto Surra    | Forward Team                   | Forward      | 8    | +1 giro   | 27°     |       |
| 19º  | 17 | Álex Escrig      | Forward Team                   | Forward      | 8    | +1 giro   | 30°     |       |
| 20º  | 3  | Lukas Tulovic    | Liqui Moly Husqvarna Intact GP | Kalex        | 8    | +1 giro   | 22°     |       |

#### Non classificati
| Nº | Pilota       | Squadra     | Motocicletta | Giri | Griglia |
| -- | ------------ | ----------- | ------------ | ---- | ------- |
| 21 | Alonso López | CAG SpeedUp | Boscoscuro   | 4    | 3°      |

#### Ritirati
| Nº | Pilota                  | Squadra                        | Motocicletta | Giri | Griglia |
| -- | ----------------------- | ------------------------------ | ------------ | ---- | ------- |
| 13 | Celestino Vietti        | Fantic Racing                  | Kalex        | 8    | 13°     |
| 9  | Mattia Casadei          | Fantic Racing                  | Kalex        | 4    | 28°     |
| 96 | Jake Dixon              | Tensite GasGas Aspar           | Kalex        | 4    | 6°      |
| 22 | Sam Lowes               | Elf Marc VDS Racing            | Kalex        | 3    | 12°     |
| 12 | Filip Salač             | QJMotor Gresini                | Kalex        | 3    | 18°     |
| 11 | Sergio García           | Pons Wegow Los40               | Kalex        | 3    | 7°      |
| 7  | Barry Baltus            | Fieten Olie Racing GP          | Kalex        | 2    | 15°     |
| 84 | Zonta van den Goorbergh | Fieten Olie Racing GP          | Kalex        | 2    | 17°     |
| 15 | Darryn Binder           | Liqui Moly Husqvarna Intact GP | Kalex        | 2    | 9°      |

## Moto3

### Arrivati al traguardo
| Pos. | Nº | Pilota               | Squadra                        | Motocicletta  | Giri | Tempo     | Griglia | Punti |
| ---- | -- | -------------------- | ------------------------------ | ------------- | ---- | --------- | ------- | ----- |
| 1°   | 53 | Deniz Öncü           | Red Bull KTM Ajo               | KTM RC 250 GP | 21   | 39'57.919 | 7°      | 25    |
| 2°   | 71 | Ayumu Sasaki         | Liqui Moly Husqvarna Intact GP | Husqvarna     | 21   | +0.407    | 1°      | 20    |
| 3°   | 66 | Joel Kelso           | CFMoto Racing PrüstelGP        | CFMoto        | 21   | +4.392    | 2°      | 16    |
| 4°   | 95 | Collin Veijer        | Liqui Moly Husqvarna Intact GP | Husqvarna     | 21   | +23.062   | 6°      | 13    |
| 5º   | 31 | Adrián Fernández     | Leopard Racing                 | Honda NSF250R | 21   | +31.661   | 9°      | 11    |
| 6º   | 54 | Riccardo Rossi       | SIC58 Squadra Corse            | Honda NSF250R | 21   | +31.702   | 18°     | 10    |
| 7º   | 72 | Taiyo Furusato       | Honda Team Asia                | Honda NSF250R | 21   | +32.236   | 21°     | 9     |
| 8º   | 5  | Jaume Masiá          | Leopard Racing                 | Honda NSF250R | 21   | +32.923   | 13°     | 8     |
| 9º   | 18 | Matteo Bertelle      | Rivacold Snipers               | Honda NSF250R | 21   | +33.379   | 5°      | 7     |
| 10º  | 20 | Lorenzo Fellon       | CIP Green Power                | KTM RC 250 GP | 21   | +35.375   | 25°     | 6     |
| 11º  | 9  | Nicola Fabio Carraro | Rivacold Snipers               | Honda NSF250R | 21   | +46.470   | 23°     | 5     |
| 12º  | 82 | Stefano Nepa         | Angeluss MTA                   | KTM RC 250 GP | 21   | +56.566   | 3°      | 4     |
| 13º  | 96 | Daniel Holgado       | Red Bull KTM Tech3             | KTM RC 250 GP | 21   | +62.607   | 11°     | 3     |
| 14º  | 70 | Joshua Whatley       | VisionTrack Racing             | Honda NSF250R | 21   | +62.880   | 26°     | 2     |
| 15º  | 6  | Ryusei Yamanaka      | Gaviota GasGas Aspar           | Gas Gas       | 21   | +76.638   | 19°     | 1     |
| 16º  | 43 | Xavier Artigas       | CFMoto Racing PrüstelGP        | CFMoto        | 21   | +90.027   | 27°     |       |
| 17°  | 27 | Kaito Toba           | SIC58 Squadra Corse            | Honda NSF250R | 21   | +112.035  | 11°     |       |
| 18°  | 99 | José Antonio Rueda   | Red Bull KTM Ajo               | KTM RC 250 GP | 21   | +1 giro   | 20°     |       |

#### Ritirati
| Nº | Pilota            | Squadra              | Motocicletta  | Giri | Griglia |
| -- | ----------------- | -------------------- | ------------- | ---- | ------- |
| 21 | Vicente Pérez     | Boé Motorsports      | KTM RC 250 GP | 18   | 10°     |
| 63 | Syarifuddin Azman | MT Helmets - MSI     | KTM RC 250 GP | 14   | 19°     |
| 38 | David Salvador    | CIP Green Power      | KTM RC 250 GP | 12   | 22°     |
| 80 | David Alonso      | Gaviota GasGas Aspar | Gas Gas       | 10   | 8°      |
| 64 | Mario Aji         | Honda Team Asia      | Honda NSF250R | 11   | 24°     |
| 44 | David Muñoz       | Boé Motorsports      | KTM RC 250 GP | 9    | 15°     |
| 7  | Filippo Farioli   | Red Bull KTM Tech3   | KTM RC 250 GP | 8    | 16°     |
| 48 | Iván Ortolá       | Angeluss MTA         | KTM RC 250 GP | 8    | 12°     |
| 10 | Diogo Moreira     | MT Helmets - MSI     | KTM RC 250 GP | 5    | 4°      |